# 小刺鉤杜父魚
小刺鉤杜父魚，為輻鰭魚綱鮋形目杜父魚亞目杜父魚科的其中一種。分布於北太平洋區，包括日本海北部、鄂霍次克海及白令海等海域，屬底棲性魚類，深度在水深33至400公尺，生活習性不明。

## 擴展閱讀
維基物種上的相關：小刺鉤杜父魚